# Funzioni di Bourget-Giuliani
Le funzioni di Bourget-Giuliani furono introdotte  nel 1861 dal matematico francese Bourget, in relazione
ai problemi di astronomia. Sono definite dall'integrale:
{\displaystyle J_{n,k}(z)={\frac {1}{\pi }}\int _{0}^{\pi }(\cos \theta )^{k}\cos(n\theta -z\sin \theta )d\theta } 
dove {\displaystyle n\in \mathbb {Z} ,k\in \mathbb {N} }.
Per {\displaystyle k=0}, le funzioni di Bourget-Giuliani si riducono alle funzioni di Bessel: 
{\displaystyle J_{n,0}(z)=J_{n}(z)}. 
Nel 1888, il matematico italiano Giuliani dimostrò che le funzioni di Bourget-Guiliani sono soluzione dell'equazione differenziale del quarto ordine:
{\displaystyle z^{2}{\frac {d^{4}}{dz^{4}}}J_{n,k}(z)+(2k+5)z{\frac {d^{3}}{dz^{3}}}J_{n,k}(z)+[2z^{2}+(k+2)^{2}-n^{2}]{\frac {d^{2}}{dz^{2}}}J_{n,k}(z)+(2k+5)z{\frac {d}{dz}}J_{n,k}(z)+(z^{2}+k+2-n^{2})J_{n,k}(z)=0}
La trasformata di Laplace delle funzioni di Bourget-Giuliani fu ottenuta nel 1935 dal matematico francese Humbert. Nel 1938, il matematico americano J. Rosen ha definito le funzioni di Bourget-Guiliani per ogni 
{\displaystyle n,k\in \mathbb {R} } a partire dall'equazione di Giuliani.